# Landing Vehicle Tracked
Landing Vehicle Tracked (укр. Амфібійний гусеничний транспорт), також Amtrac, LVT — сімейство амфібійних гусеничних транспортних, десантно-висадочних засобів американського виробництва часів Другої світової війни. Амфібійний гусеничний транспорт активно використовувався збройними силами США у ході бойових дій Другої світової війни, перш за все на Тихоокеанському театрі воєнних дій. Крім цього, хоча і в значно менших масштабах, LVT використовувалися в ході Італійської кампанії, а також у боях у Західній Європі при подоланні внутрішніх водних перешкод. Транспортні засоби цього різновиду також перебували на озброєння канадської та британської армій. LVT брали участь у боях та битвах Корейської війни, але до середини 1950-х були зняті з озброєння ЗС США і замінені десантними бронетранспортерами нового покоління LVT-5. Значна кількість машин типу LVT постачалася на експорт до союзних США країн, у деяких з яких вони продовжували використовуватися аж до 1970-х років.

## Історія

### Створення
Концепція амфібійного транспортного засобу типу LVT була розроблена у 1935 році Дональдом Роблінгом. За задумом винахідника цивільна рятувальна машина під назвою «Алігатор» (англ. Alligator) мала працювати в заболочених районах Південної Флориди, недоступних як для традиційних автомобілів, так і для катерів, особливо в сезон ураганів, що часто трапляються в цьому регіоні. Корпус морської піхоти США, який у той час розробляв доктрину ведення амфібійних десантних операцій за ідеями підполковника Ерла Генкока «Піта» Елліса та інших, зацікавився машиною, дізнавшись про неї через статтю в журналі «Лайф». Представники морської піхоти запропонували Роблінгу розробити модель для військового використання, придатну діяти також у морському просторі.
І ВМС США, і Роблінг виступали категорично проти ідеї використання машини у військових цілях. Американський флот вважав, що звичайні десантно-висадочні засоби цілком спроможні виконати цю місію, а Роблінг суперечив, оскільки він хотів, щоб його винахід використовувався лише в мирних цілях. Лише після початку війни в Європі Роблінг переконався у необхідності створення такого типу транспортного засобу та до травня 1940 року завершив перший зразок військового призначення. У листопаді 1940 року морська піхота протестувала дослідний прототип. Вражене характеристиками та ефективністю амфібійного засобу, Корабельне бюро флоту уклало контракт на виробництво 100 одиниць LVT, за умови використання сталевої конструкції, для більш міцної конструкції та легкості збирання, а у липні 1941 року був поставлений перший серійний LVT-1. Ще до того як перші екземпляри надійшли у війська були замовлені додаткові 200 одиниць. Після додаткових удосконалень та задоволення вимог ВМС транспортний засіб було прийнято на озброєння як «гусеничний транспортний засіб» або LVT.
Контракт на будівництво перших 200 LVT був укладений з компанією Food Machinery Corporation, виробником насосів для розпилення інсектицидів та іншим сільськогосподарським обладнанням, яке побудувало деякі частини для «Алігаторів». Перша партія з 200 200 була побудована на фабриці FMC у Данедіні, штат Флорида. Пізніше на воєнний час виробництво LVT було розширено потужностями FMC ще на чотири заводи ВМС, включаючи завод у Данедіні; нові об'єкти розташовувалися в Лейкленді, штаті Флорида, Ріверсайді та Сан-Хосе, Каліфорнія.
Перший зразок сімейства LVT-1 міг перевозити 18 повністю озброєних морських піхотинців або 2000 кг вантажу. Спочатку через те, що транспортний засіб планувалося використовувати лише з доставки військ з кораблів на берег, їм бракувало бронезахисту, а їх гусениці та підвіска не були надто надійними для експлуатації у складних умовах місцевості. Однак незабаром морські піхотинці визнали потенціал LVT як штурмовий засіб. 16 лютого 1942 року у складі 1-ї дивізії морської піхоти був готовий перший батальйон морської піхоти на LVT. Вперше амфібійний гусеничний транспорт був застосований під час боїв на Гуадалканалі, де вони використовувались виключно для висадки морського десанту. На той час для проведення висадки десанту було доступно близько 128 LVT.
У січні 1940 року Роблінг підготував попередні ескізи нової версії LVT з гарматною баштою для забезпечення вогневої підтримки висадку морського десанту. Спочатку керівництво морської піхоти прохолодно поставилося до цієї ідеї, і лише у червні 1941 року було запропоновано розробити LVT, озброєний 37-мм гарматою і трьома кулеметами та посилити бронювання транспортного засобу для протистояння уражаючим факторам куль 12,7-мм калібру. Роботи в цьому напрямку відбувалися доволі повільно, і врешті-решт було прийнято концептуальне рішення про повну переробку LVT на інший тип — LVT-2 Buffalo. Також були представлені версії плавучого танку як засобу вогневої підтримки, що отримали назву «Амтанк», які озброювалися башточками легких танків серії «Стюарт» (LVT(A)-1) та самохідних гаубиць M8 (LVT(A)-4).
Незабаром були розроблені та поставлені у війська модифіковані зразки LVT типу LVT(A)-2, LVT-3, LVT-4, LVT-4(A)-1 та LVT(A)-5.
Виробництво LVT відбувалося протягом усієї війни, в результаті чого було доставлено 18 616 одиниць. На 1945 рік 23 батальйони армії США та 11 батальйонів морської піхоти були оснащені амфібійними транспортними засобами. Британська, канадська та австралійська армії також використовували LVT у бойових діях під час Другої світової війни.
Наприкінці 40-х років було побудовано та протестовано серію прототипів, але жоден не досяг фази виробництва через брак фінансування. Зрозумівши, що придбання нових транспортних засобів малоймовірне, морські піхотинці модернізували деякі літаки LVT-3 та LVT (A)-5, експлуатація яких тривала до кінця 1950-х.